# 阿勒颇省
阿勒頗省（阿拉伯語：مُحافظة حلب）是敘利亞北部的一個省，北鄰土耳其。幼發拉底河在東北部流經。面積18,500平方公里，2005年估計人口4,393,000人。首府阿勒頗。下分10區。境内有阿勒颇国际机场，是叙利亚第二大枢纽机场。

## 分區
- 阿夫林区
- 阿塔勒布區
- 艾因阿拉伯区
- 阿扎茲區
- 巴卜区
- 代爾哈菲爾區
- 賈拉布魯斯區
- 曼比季區
- 賈巴爾薩曼區
- 塞菲拉區